# 하이엘
하이엘은 대한민국의 음악 그룹이다. 2021년 미니 앨범 [Go High]로 데뷔했다.

## 방송
- 구경이 (2021)
- 모닝와이드3부(2022)

## 음반
- Go High (2021)
- Summer Ride (2022)

## 공연
- Hi-L 1st Concert (2021)
- 2022 진주 수상 뮤직페스티벌 (2022)
- 어썸플레이 엔에프티 페스티벌 - 자라섬 (2022)

## 경력
- 서대문구 디지털 부엉이 감시단 홍보대사 (2021)